# Gare de Saint-Pardoux-en-Gâtine
La gare de Saint-Pardoux-en-Gâtine est une gare ferroviaire française, fermée, de la ligne de Chartres à Bordeaux-Saint-Jean. Elle est située à plus d'1 km dans l'est du bourg centre, sur le territoire de la commune de Saint-Pardoux dans le département des Deux-Sèvres, en région Nouvelle-Aquitaine.

## Situation ferroviaire
Établie à 178 mètres d'altitude, la gare de Saint-Pardoux-en-Gâtine est située au point kilométrique (PK) 380,970 de la ligne de Chartres à Bordeaux-Saint-Jean, entre les gares de Parthenay et de Mazières - Verruyes, sur une section, de Thouars à Niort, fermée aux services voyageurs.

## Histoire
La station de Saint-Pardoux est mise en service le 16 octobre 1882, par l'Administration des chemins de fer de l'État (État), lorsqu'elle ouvre à l'exploitation la ligne de Niort à Montreuil-Bellay.